# Stactolaema anchietae
Stactolaema anchietae là một loài chim trong họ Lybiidae.